# یواس‌اس کلیبورن (ای‌کی-۱۷۱)
یواس‌اس کلیبورن (ای‌کی-۱۷۱) (به انگلیسی: USS Claiborne (AK-171)) یک کشتی بود که طول آن ۳۸۸ فوت ۸ اینچ (۱۱۸٫۴۷ متر) بود. این کشتی در سال ۱۹۴۴ ساخته شد.